# Vasilij Avenarius
Vasilij Petrovitj Avenarius (ryska: Василий Петрович Авенариус), född 10 oktober (gamla stilen: 28 september) 1839 i Tsarskoje Selo, död 9 november 1923 i Petrograd, var en rysk författare. 
Avenarius tvingades för sin utkomst söka sig in på ämbetsmannabanan, där han förblev. Under inflytande av Ivan Turgenjevs Fäder och söner skrev Avenarius 1860 berättelsen En familjeidyll, som på sin tid väckte stor förbittring för den skärpa, varmed hela den samtida realistiska litteraturen angreps. Sin främsta betydelse hade han genom utgivning av goda barnböcker, i vilka ryska folksagor framställas populärt med pedagogiskt syfte.